# Alvvays
Alvvays (uitgesproken als "always") is een Canadese indiepopband, opgericht in 2011. Alvvays bestaat uit Molly Rankin (zang en gitaar), Kerri MacLellan (keyboards), Alec O'Hanley (gitaar), Abbey Blackwell (bas) en Sheridan Riley (drums). In 2014 bracht Alvvays hun titelloze eerste album uit. Het tweede studioalbum, Antisocialites, werd uitgebracht op 8 september 2017. Hun derde album, Blue Rev, kwam uit op 7 oktober 2022.
Antisocialites en Blue Rev wonnen elk de Juno Award voor Alternatief Album van het Jaar, een belangrijke Canadese muziekprijs voor alternatieve muziek. Ook stonden alle drie de albums van de band op de shortlist voor de Polaris Music Prize, de belangrijkste muziekprijs in Canada. Single "Belinda Says" van Blue Rev werd genomineerd voor Best Alternative Music Performance tijdens de 66e jaarlijkse Grammy Awards.

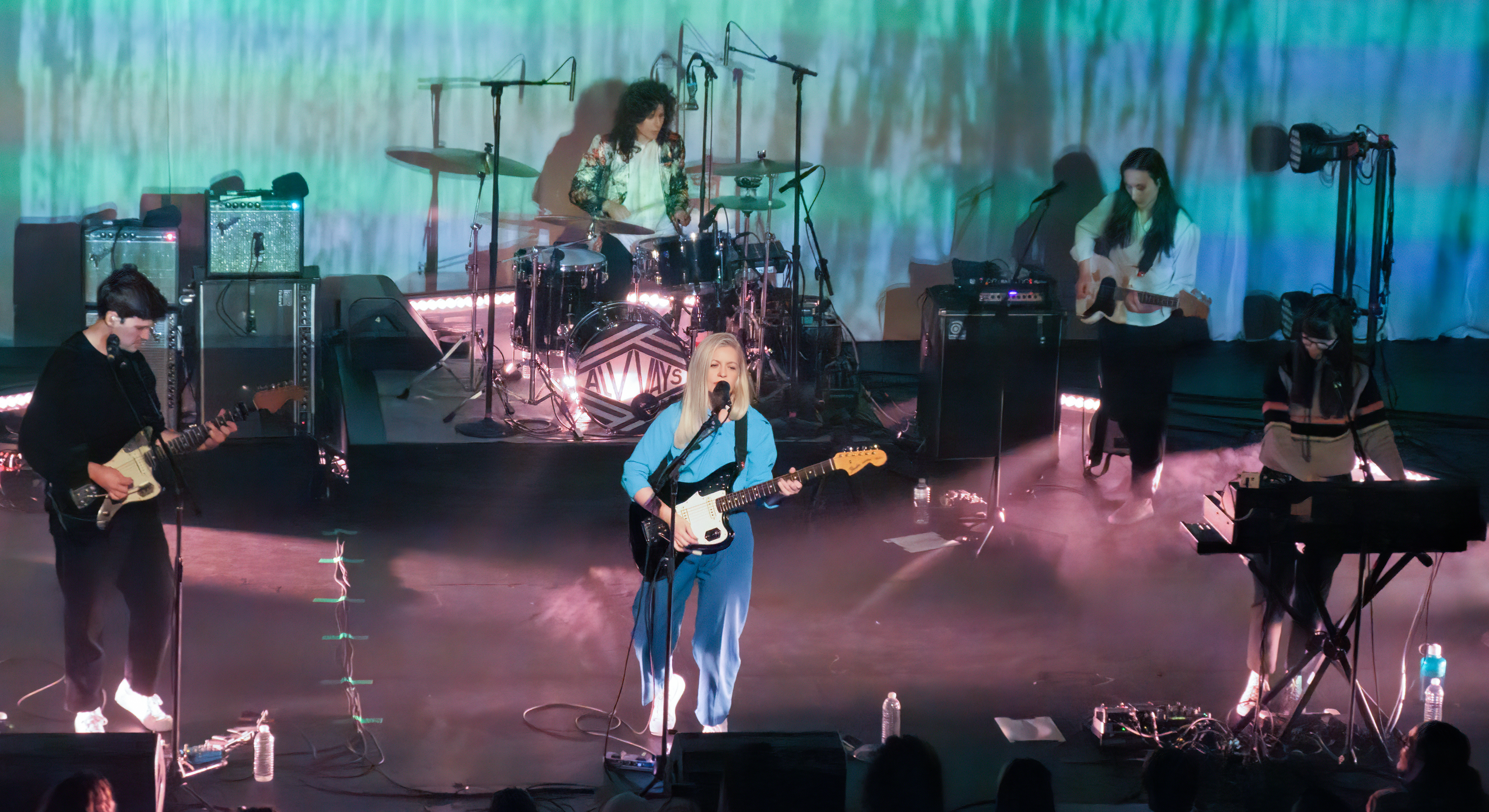
Alvvays treedt op in het Moore Theatre in Seattle, 2022

## Muzikale stijl en invloeden
De muziek van Alvvays wordt door de muziekpers omschreven als janglepop. Volgens zangeres Rankin wil de band vooral sterke melodieën maken en richt zij zich niet op een specifiek genre.   De band is onder meer beïnvloed door The Magnetic Fields, Teenage Fanclub, Dolly Mixture, The Smiths, Celine Dion, Pavement, The Primitives, Oasis   en de Australische indiepopgroep The Hummingbirds.

## Leden
- Molly Rankin - zang, gitaar (2011-), basgitaar (2022-)
- Kerri MacLellan – keyboards, achtergrondzang (2011-)
- Alec O'Hanley - leadgitaar, keyboards, achtergrondzang (2011-)
- Sheridan Riley - drums, percussie, achtergrondzang (2017-heden) [5]
- Abbey Blackwell - basgitaar (2021-heden) [6]

### Voormalige leden
- Phil MacIsaac – drums (2011-2016)
- Brian Murphy - basgitaar (2011-2021)